# Societat Coral i Recreativa El Ciervo
La Societat Coral Recreativa El Ciervo la va fundar un grup d'obrers de la societat cor de Clavé el 8 d'abril de 1922, al barri de Gràcia de Sabadell. El seu nom prové de l'Anís el Ciervo, un anís que es produïa a la capital vallesana. La seu social estava formada per tres cases angleses unides situades al carrer de Viladomat, 26 cantonada amb el carrer de Roger de Flor.

## Història
El 4 de juliol de 1921, un grup d'obrers del barri de Gràcia, clients habituals del cafè El Paralelo, van decidir fundar una entitat per fomentar la música coral, inicialment sota el nom d’Anís del Ciervo. Al novembre d’aquell mateix any, es va iniciar la construcció del local social en un terreny propietat de Ramon Mariné, al carrer de Viladomat cantonada amb el carrer de Roger de Flor. L'arquitecte responsable del projecte va ser Josep Renom i Costa. Posteriorment, el 8 d’abril de 1922, en una reunió de 36 socis, es va constituir la Sociedad Coral Recreativa El Ciervo com una entitat apolítica i arreligiosa. En aquesta reunió, van ser escollits el primer president, Josep Jané, i els membres de la Junta Directiva.
Durant les primeres dècades de vida, l'entitat organitzava espectacles de teatre i cabaret, amb coristes portades de grans teatres de Barcelona. També es feien excursions, festes i activitats adreçades a la gent més jove i, amb el nom de Joventud Dinàmica es va muntar un scalextric gegant al pati de l'entitat.
Cap als anys 1960, El Ciervo es converteix en l'entitat que encara és avui. L'any 1964 es ven l'edifici per fer-hi un bloc de pisos i l'entitat es queda en propietat la planta baixa i el soterrani. Es deixen de programar els espectacles de cabaret i només es fan obres de teatre, tant a càrrec de l'entitat com d'altres grups. S'organitzen sessions de quinto, les quals encara es duen a terme avui en la temporada nadalenca. A la mateixa dècada es forma l'equip de tennis de taula, que arribà a divisió d'honor i que encara continua viu a l'entitat.

## Últims temps i actualitat
Més endavant es creen seccions noves: la d'escacs; la colla de sardanes Festeig; un grup d'havaneres, del qual va sorgir Tela Marinera, que avui és professional; un equip de futbol sala; el grup d'excursions Banyetes; una nova coral, i un equip de billar. La darrera incorporació ha estat ser la seu principal de l'Associació d’Ocellaires de Sabadell, una entitat amb més de 100 anys d'història i una de les més antigues de Catalunya. El teatre de la Societat Coral i Recreativa El CIervo disposa d'una capacitat per 153 persones.
El 17 de març de 2022, en commemoració amb els 100 anys de l'entitat, s'inaugurà una exposició dedicada a la Societat Coral i Recreativa El Ciervo al Museu d'Història de Sabadell (MHS).